# Campionato Europeo UEFS 1990
Il secondo Campionato europeo di futsal (calcio da sala) denominato Eurofutsal, organizzato dalla UEFS si è svolto in Portogallo, a Porto, nel 1990 ed ha visto la partecipazione di otto formazioni nazionali.

## Classifica finale
- Portogallo
- Cecoslovacchia
- Spagna
- Inghilterra
- Israele
- Paesi Bassi
- Ungheria
- Italia